# Timo Bichler
Timo Bichler (Burghausen, 22 de março de 1999) é um desportista alemão que compete no ciclismo na modalidade de pista. Ganhou uma medalha de bronze no Campeonato Europeu de Ciclismo em Pista de 2018, na prova de velocidade por equipa.

## Medalheiro internacional
| Campeonato Europeu | Campeonato Europeu     | Campeonato Europeu | Campeonato Europeu     |
| Ano                | Lugar                  | Medalha            | Competição             |
| ------------------ | ---------------------- | ------------------ | ---------------------- |
| 2018               | Glasgow ( Reino Unido) | Medalha de bronze  | Velocidade por equipas |